# 柯叔元
柯叔元（英語：Alex Ko，1971年8月1日—），臺灣男藝人、演員，參演過多部電視劇、電影、舞台劇。

## 演藝經歷
柯叔元出道早期曾是模特兒，也演出舞台劇。也參演多部電影和舞臺劇作品。

## 個人生活
2002年與馮瑩結婚，婚後育有一女一子；2013年9月兩人離婚。2023年與彰化北斗卓綜合醫院第三代千金Rachel再婚。

## 電視劇
| 年份   | 頻道             | 劇名                    | 角色          |
| 1997年 | 民視             | 星座女人系列-牡羊座     | 朱家輝        |
| 1998年 | 民視             | 台灣作家劇場-結婚七等生 | 羅雲郎        |
| 1998年 | 華視             | 土地公傳奇-小霜         | 杜玉麟        |
| 1998年 | 民視             | 春天後母心              | 李俊傑        |
| 1999年 | 大愛電視台       | 一念之間                | 郭丁榮        |
| 1999年 | 超視             | 蝴蝶養貓                | 許健聰        |
| 1999年 | 台視             | 台灣廖添丁              | 金川          |
| 1999年 | 中視             | 女人香                  | 何明堂        |
| 2000年 | 中視             | 貞女·烈女·豪放女        | 宋少川        |
| 2001年 | 台視             | 嫁妝一牛車              | 簡先生        |
| 2001年 | 台視             | 星夢戀人                | 朱亞倫        |
| 2001年 | 三立台灣台       | 台灣阿誠                | 周建華        |
| 2001年 | 華視             | 追夫三人行              | 大衛          |
| 2001年 | 唐人影視         | 楊門女將                | 謝金吾        |
| 2002年 | 三立都會台       | MVP情人                 | 教練          |
| 2002年 | 台視             | 台灣夜百合之一夜情緣    | 林持中        |
| 2002年 | 三立台灣台       | 負君千行淚              | 甘天虎        |
| 2002年 | 華視             | 世紀愛情夢幻            | 藤俊彥        |
| 2002年 | 三立台灣台       | 台灣霹靂火              | 楊萬斤        |
| 2003年 | 三立台灣台       | 天地有情                | 施正傑        |
| 2003年 | 華視             | 舞動奇蹟                | 徐卓          |
| 2004年 | 三立台灣台       | 台灣龍捲風              | 黃文霆        |
| 2004年 | 台視             | 野球風雲                | 方志強        |
| 2006年 | 東森戲劇台       | 麻辣一家親              | 江有平        |
| 2007年 | TVBS歡樂台       | 惡男宅急電              | 李錦標        |
| 2007年 | 三立台灣台       | 我一定要成功            | 秦俊傑        |
| 2008年 | 台視             | 神機妙算劉伯溫          | 路允正        |
| 2008年 | 台視             | 神機妙算劉伯溫          | 朱樉          |
| 2008年 | 中視             | 光陰的故事              | 張澤民        |
| 2008年 | 三立台灣台       | 真情滿天下              | 李聰明        |
| 2009年 | 華視             | 愛在日月潭              | 江中鶴        |
| 2009年 | 大愛電視台       | 浮生若夢                | 林德旺        |
| 2009年 | 三立台灣台       | 天下父母心              | 廖啟明        |
| 2010年 | 三立都會台       | 第二回合我愛你          | 蕭品洋        |
| 2010年 | 民視             | 夜市人生                | 楊昊天        |
| 2010年 | 台視             | 雙龍傳                  | 白雲飛        |
| 2011年 | 民視             | 父與子                  | 趙立信        |
| 2011年 | 大愛電視台       | 逆子                    | 黃瑞芳        |
| 2012年 | 民視             | 風水世家                | 林明星        |
| 2012年 | 大愛電視台       | 城市奏鳴曲              | 宋智鳴        |
| 2013年 | 民視             | 天龍傳奇                | 頂元師父      |
| 2014年 | 民視             | 龍飛鳳舞                | 林大陣        |
| 2014年 | 台視             | 徵婚啟事                | 趙培年        |
| 2016年 | 民視             | 阿不拉的三個女人        | 尤豐喜 阿不拉 |
| 2016年 | 八大綜合台       | 姜老師，妳談過戀愛嗎？  | 羅紹中        |
| 2017年 | 八大綜合台       | 花甲男孩轉大人          | 鄭光昇        |
| 2017年 | 民視             | 外鄉女：黑美人          | 徐俊龍        |
| 2017年 | 民視             | 幸福來了                | 高文揚        |
| 2018年 | 民視             | 薛丁格的貓              | 鍾孟國        |
| 2018年 | 搜狐視頻         | 動物系戀人啊            | 張鐵漢        |
| 2019年 | 新传媒           | 谢谢你出现在我的行程里  | 姜浩然        |
| 2019年 | 民視             | 鏡子森林                | 蔡重生        |
| 2019年 | 民視             | 多情城市                | 劉世昌        |
| 2020年 | HBO              | 做工的人                | 林明欽(阿欽)  |
| 2022年 | LINE TV          | 浪我在你身邊            | 何水良        |
| 2022年 | 東森戲劇台       | 我家浴缸的二三事        | 蔣勝海        |
| 2022年 | 台視             | 美麗人生                | 王威 游豐男   |
| 2023年 | 公視、三立都會台 | 地獄里長                | 邱檢          |
| 2023年 | 衛視中文台       | 女兒大人加個賴          | 賴能達        |
| 2023年 | 三立都會台       | 美食無間                | 胡仲魁        |
| 2023年 | 東森戲劇台       | 生命捕手                | 李至豪        |
| 2023年 | 台視             | 追分成功                | 李守善        |
| 2024年 | 八大戲劇台       | 茁劇場－非殺人小說      | 陳金河        |
| 2024年 | 東森戲劇台       | 生命捕手2               | 李至豪        |
| 2024年 | 華視、東森超視   | 阿榮與阿玉              | 陳展榮        |
| 2025年 | 三立都會台       | 婚內失戀－慶祝          | 劉德民        |
| 2026年 | 民視、公視台語台 | 阿松與阿暖              |               |

## 電影

### 長篇電影
| 年份   | 片名                 | 角色          | 導演   |
| ------ | -------------------- | ------------- | ------ |
| 2000年 | 《外星人台灣現形記》 | 李嵋哲        | 劉議鴻 |
| 2009年 | 《人小鬼大》         | 佛地魔        | 王耀   |
| 2009年 | 《刺陵》             | 柯元          | 朱延平 |
| 2014年 | 《愛琳娜》           | 陳清源        | 林靖傑 |
| 2016年 | 《樓下的房客》       | 警長          | 崔震東 |
| 2018年 | 《花甲大人轉男孩》   | 鄭光昇        | 瞿友寧 |
| 2020年 | 《哈囉少女》         | 允蘅父        | 王威翔 |
| 2021年 | 《角頭—浪流連》      | 高國仁 (仁哥) | 姜瑞智 |
| 2023年 | 《做工的人 電影版》  | 林明欽 (阿欽) | 鄭芬芬 |
| 2023年 | 《化劫》             | 阿呆父        | 施文翰 |
| 2026年 | 《厄魂》             |               | 邱晧洲 |

### 短篇電影
| 上映年份 | 電影名稱       | 飾演 | 導演   |
| 2021年   | 失智旋轉木馬篇 | 爸爸 | 鄭文堂 |

## 舞台劇
- 開錯門中門（1996年，果陀劇場）
- 天龍八部之喬峰（1996年，果陀劇場）
- 淡水小鎮（1996年，果陀劇場）
- 完全幸福手冊（1996年，果陀劇場）
- 夢幻迷宮（1996年，果陀劇場）
- 吻我吧，娜娜（1997年，果陀劇場）
- E-mail情人（1998年，果陀劇場）
- 台北動物人（1998年，果陀劇場）
- 婚內失戀（2024年，寬想國際娛樂）
- 馴悍記（年份待考，台灣藝術學院）
- 杜蘭朵公主（年份待考，台北市郊合唱團歌劇）

## 主持作品
- 2003年 三立台灣台《在台灣的故事》

### 綜藝
| 日期                     | 節目名               |
| 2023年10月14日- 10月28日 | 花甲少年趣旅行第五季 |

## 獎項紀錄
| 年份   | 頒獎典禮              | 獎項                       | 影片               | 角色   | 結果 |
| ------ | --------------------- | -------------------------- | ------------------ | ------ | ---- |
| 2017年 | 第52屆金鐘獎          | 迷你劇集／電視電影男主角獎 | 《外鄉女-黑美人》  | 徐俊龍 | 提名 |
| 2020年 | 第3屆亚洲影艺创意大奖 | 最佳男配角                 | 《鏡子森林》       | 蔡重生 | 提名 |
| 2024年 | 第59屆金鐘獎          | 戲劇節目男主角獎           | 《女兒大人加個賴》 | 賴能達 | 提名 |

## 外部連結
- Alex 柯叔元的Facebook專頁
- 柯叔元在互联网电影资料库（IMDb）上的資料（英文）（英文）
- 柯叔元在香港影庫上的簡介
- 柯叔元在豆瓣上的资料（简体中文）
- 柯叔元在时光网上的簡介（简体中文）